# Dichoteleas rubyae
Dichoteleas rubyae (лат.) — вид наездников рода Dichoteleas из подсемейства Scelioninae (Scelionidae). Мадагаскар. Название rubyae происходит от слова, означающего «красный», из-за красной окраски груди, и одновременно посвящено бабушке (Ruby Thomas) первого автора.

## Описание
Мелкие наездники-сцелиониды, длина около 3 мм. Этот вид можно определить по красной груди (мезосома красная дорсально и затемнённая задневентрально, с круговыми морщинками), по аксиллярным килям (они треугольные и заострённые сзади или слегка изогнутые внутрь), по полностью развитым нотаулям, по отсутствию дорсального медианного киля на тергитах Т1—Т4 метасомы и чёрной голове. У сходного вида D. hamatus тёмная грудь и другое строение аксиллярных килей, а у видов D. subcoeruleus, D. fulgidus и D. fuscus развит медианный киль на T1—T4. Усики 12-члениковые. Число максиллярных пальпомеров: 4. Форма максиллярных пальпомеров: удлинённая цилиндрическая. Число лабиальных пальпомеров: 2. На средних и задних голенях по одной шпоре, есть латеральные шипы на мезоскутеллуме и медиальный шип на метаскутеллуме.